# Mihailo Ivanović
Mihailo Ivanović (Servisch: Михаило Ивановић) (Novi Sad, 29 november 2004) is een Servisch-Kroatisch voetballer die doorgaans speelt als spits. In augustus 2024 verruilde hij FK Vojvodina voor Millwall. Ivanović debuteerde in 2024 in het Servisch voetbalelftal.

## Clubcarrière
Ivanović speelde in de jeugd van Krila Krajine, voor hij in 2017 werd opgenomen in de opleiding van FK Vojvodina, de profclub uit zijn geboortestad. Hier tekende hij in maart 2021 zijn eerste professionele contract. Ruim een jaar later mocht hij voor het eerst in actie komen in het eerste elftal, toen op 22 mei 2022 met 0–2 gewonnen werd van FK TSC in de Superliga. Ivanović mocht in de blessuretijd van de tweede helft als invaller zijn entree maken. Het bleef voorlopig bij dit ene optreden in het eerste elftal, want in augustus 2022 huurde Sampdoria hem voor een jaar, met een optie tot koop.
Voor Sampdoria speelde Ivanović veelvuldig in de jeugd en eenmaal in het eerste elftal, waarna de clubleiding besloot de optie tot koop niet te lichten. Na zijn terugkeer kwam hij vaker aan spelen toe. Dat leidde ook tot zijn eerste doelpunt als professioneel voetballer. Op 29 september 2023 zorgde hij met twee doelpunten tegen FK IMT mede voor de overwinning: 2–1. De spits beëindigde het seizoen 2023/24 uiteindelijk met negen doelpunten in de Servische competitie.
In augustus 2024 maakte Ivanović voor een bedrag van circa drie miljoen euro de overstap naar Millwall, uitkomend in het Championship. Ten tijde van zijn overgang was hij de duurste aankoop in de clubhistorie. Tijdens zijn eerste seizoen in Engeland kwam de Serviër tot twaalf competitiedoelpunten. Hij werd in april 2025 door de supportersvereniging van de club aangewezen als beste Jonge Speler van het Jaar.

## Clubstatistieken
| Seizoen | Club         | Competitie   | Competitie | Competitie | Beker | Beker | Internationaal | Internationaal | Totaal | Totaal |
| Seizoen | Club         | Competitie   | Wed.       | Dlp.       | Wed.  | Dlp.  | Wed.           | Dlp.           | Wed.   | Dlp.   |
| ------- | ------------ | ------------ | ---------- | ---------- | ----- | ----- | -------------- | -------------- | ------ | ------ |
| 2021/22 | FK Vojvodina | Superliga    | 1          | 0          | 0     | 0     | 0              | 0              | 1      | 0      |
| 2022/23 | → Sampdoria  | Serie A      | 1          | 0          | 0     | 0     | —              | —              | 1      | 0      |
| 2023/24 | FK Vojvodina | Superliga    | 32         | 9          | 5     | 0     | 1              | 0              | 38     | 9      |
| 2024/25 | FK Vojvodina | Superliga    | 5          | 1          | 0     | 0     | 4              | 0              | 9      | 1      |
| 2024/25 | Millwall     | Championship | 37         | 12         | 3     | 1     | —              | —              | 40     | 13     |
| Totaal  | Totaal       | Totaal       | 76         | 22         | 8     | 1     | 5              | 0              | 89     | 23     |

Bijgewerkt op 14 mei 2025.

## Interlandcarrière
Ivanović maakte op 18 november 2024 zijn debuut in het Servisch voetbalelftal toen met 0–0 gelijkgespeeld werd tegen Denemarken in het kader van de UEFA Nations League 2024/25. Hij moest van bondscoach Dragan Stojković als reservespeler aan het duel beginnen en viel in de tweeëntachtigste minuut in voor Andrija Živković.
| Interlands van Mihailo Ivanović voor Servië | Interlands van Mihailo Ivanović voor Servië | Interlands van Mihailo Ivanović voor Servië | Interlands van Mihailo Ivanović voor Servië | Interlands van Mihailo Ivanović voor Servië | Interlands van Mihailo Ivanović voor Servië | Interlands van Mihailo Ivanović voor Servië |
| №                                           | Datum                                       | Wedstrijd                                   | Uitslag                                     | Competitie                                  | Goals                                       |                                             |
| Als speler bij Millwall                     | Als speler bij Millwall                     | Als speler bij Millwall                     | Als speler bij Millwall                     | Als speler bij Millwall                     | Als speler bij Millwall                     | Als speler bij Millwall                     |
| ------------------------------------------- | ------------------------------------------- | ------------------------------------------- | ------------------------------------------- | ------------------------------------------- | ------------------------------------------- | ------------------------------------------- |
| 1                                           | 18 november 2024                            | Servië – Denemarken                         | 0 – 0                                       | Nations League 2024/25                      |                                             |                                             |

Bijgewerkt op 14 mei 2025.

## Erelijst
| Millwall – Jonge Speler van het Jaar | 1 | 2024/25 |